# EHF Champions League mannen 2014/15
De EHF Champions League 2014/15 is de 55ste editie van de EHF Champions League.

## Deelnemers
Op 7 januari 2014, heeft de Europese Handbalfederatie (EHF) de regels voor de toewijzing van plaatsen in Europese bekers gewijzigd. Het aantal direct geplaatste plaatsen is beperkt tot twee voor de eerste twee landen van de Europese ranglijst, namelijk Duitsland en Spanje. Overige landen mogen een maximum sturen. Het is dan mogelijk om extra plaatsen aan te vragen op voorwaarde dat de aanvragende club kiezen voor de EHF Cup. Op 20 juni 2014 is de beslissing van het EHF comité wordt openbaar gemaakt en acht van de tien kandidaturen worden aanvaard. Uiteindelijk werd de kandidatuur van de winnaar 2013-2014 , SG Flensburg-Handewitt, automatisch aanvaard.
De lijst met deelnemers, per deelnameronde aan de wedstrijd, is:
| Rang | Land         | Team                        | Rangschikking competitie          | Besluit              |
| ---- | ------------ | --------------------------- | --------------------------------- | -------------------- |
| 1    | Duitsland    | SG Flensburg-Handewitt      | Titelhouder 2013/14               | Groepsfase           |
| 1    | Duitsland    | THW Kiel                    | Kampioen van Duitsland            | Groepsfase           |
| 1    | Duitsland    | Rhein-Neckar Löwen          | Vice-kampioen van Duitsland       | Groepsfase           |
| 2    | Spanje       | FC Barcelona Lassa          | Kampioen van Spanje               | Groepsfase           |
| 2    | Spanje       | Naturhouse La Rioja         | Vice-kampioen van Spanje          | Groepsfase           |
| 3    | Frankrijk    | Dunkerque HB Grand Littoral | Kampioen van Frankrijk            | Groepsfase           |
| 3    | Frankrijk    | Paris Saint-Germain         | Vice-kampioen van Frankrijk       | Groepsfase           |
| 3    | Frankrijk    | Montpellier Agglomeration   | Nummer 3 van de Franse competitie | Groepsfase           |
| 4    | Denemarken   | KIF Kolding Kobenhavn       | Kampioen van Denemarken           | Groepsfase           |
| 4    | Denemarken   | Aalborg Håndbold            | Vice-kampioen van Denemarken      | Groepsfase           |
| 5    | Slovenië     | Celje                       | Kampioen van Slovenië             | Groepsfase           |
| 6    | Hongarije    | MBK-MVM Veszprém            | Kampioen van Hongarije            | Groepsfase           |
| 6    | Hongarije    | MOL-Pick Szeged             | Vice-kampioen van Hongarije       | Groepsfase           |
| 7    | Rusland      | Chekhovskiye Medvedi        | Kampioen van Rusland              | Groepsfase           |
| 8    | Zwitserland  | Kadetten Schaffhausen       | Kampioen van Zwitserland          | Groepsfase           |
| 9    | Kroatië      | PPD Zagreb                  | Kampioen van Kroatië              | Groepsfase           |
| 10   | Macedonië    | Metalurg                    | Kampioen van Macedonië            | Groepsfase           |
| 10   | Macedonië    | Vardar                      | Vice-kampioen van Macedonië       | Groepsfase           |
| 11   | Polen        | Vive Tauron Kielce          | Kampioen van Polen                | Groepsfase           |
| 11   | Polen        | Orlen Wisła Płock           | Vice-kampioen van Polen           | Groepsfase           |
| 12   | Wit-Rusland  | HC Meshkov Brest            | Kampioen van Wit-Rusland          | Kwalificatietoernooi |
| 13   | Roemenië     | HCM Constanța               | Kampioen van Roemenië             | Kwalificatietoernooi |
| 14   | Zweden       | Alingsås HK                 | Kampioen van Zweden               | Groepsfase           |
| 15   | Portugal     | FC Porto                    | Kampioen van Portugal             | Kwalificatietoernooi |
| 16   | Noorwegen    | Haslum HK                   | Kampioen van Noorwegen            | Kwalificatietoernooi |
| 17   | Servië       | Vojvodina                   | Kampioen van Servië               | Kwalificatietoernooi |
| 18   | Oekraïne     | Motor                       | Kampioen van Oekraïne             | Kwalificatietoernooi |
| 19   | Bosnië en H. | RK Borac m:tel              | Kampioen van Bosnië en H.         | Geen deelnamen       |
| 20   | Griekenland  | AC Diomidis Argous          | Kampioen van Griekenland          | Geen deelnamen       |
| 21   | Turkije      | Beşiktaş MOGAZ HT           | Kampioen van Turkije              | Kwalificatietoernooi |
| 22   | Luxemburg    | HB Dudelange                | Kampioen van Luxemburg            | Geen deelnamen       |
| 23   | Israël       | Maccabi Tel-Aviv            | Kampioen van Israël               | Geen deelnamen       |
| 24   | Slowakije    | TATRAN Presov               | Kampioen van Slovenië             | Kwalificatietoernooi |
| 25   | Oostenrijk   | Alpla HC Hard               | Kampioen van Oostenrijk           | Kwalificatietoernooi |
| 26   | Nederland    | Targos Bevo HC              | Kampioen van Nederland            | Kwalificatietoernooi |
| 27   | België       | Hubo Initia Hasselt         | Kampioen van België               | Kwalificatietoernooi |
| 28   | Italië       | Junior Fasano               | Kampioen van Italië               | Kwalificatietoernooi |

## Kwalificatietoernooi

### Loting
De loting van de kwalificatietoernooi vond plaats op 23 juni 2014
| Meshkov Brest | Haslum HK        | Beşiktaş MOGAZ HT | Targos Bevo HC      |
| HCM Constanța | Vojvodina        | TATRAN Presov     | Hubo Initia Hasselt |
| FC Porto      | Motor Zaporozhye | Alpla HC Hard     | Junior Fasano       |

| Team 1         | Score        | Team 2         |
| Halve finale   | Halve finale | Halve finale   |
| -------------- | ------------ | -------------- |
| Meshkov Brest  | 36 – 23      | Targos Bevo HC |
| Vojvodina      | 21 – 25      | TATRAN Presov  |
| Troostfinale   |              |                |
| Targos Bevo HC | 25 – 30      | Vojvodina      |
| Finale         |              |                |
| Meshkov Brest  | 26 – 24      | TATRAN Presov  |

| 1. | Meshkov Brest  | Geplaatst voor groepsfase EHF Champions League |
| 2. | TATRAN Presov  | Geplaatst voor derde ronde EHF Cup             |
| 3. | Vojvodina      | Geplaatst voor derde ronde EHF Cup             |
| 4. | Targos Bevo HC | Geplaatst voor tweede ronde EHF Cup            |

| Team 1           | Score        | Team 2        |
| Halve finale     | Halve finale | Halve finale  |
| ---------------- | ------------ | ------------- |
| Motor Zaporozhye | 36 – 20      | Junior Fasano |
| FC Porto         | 29 – 25      | Alpla HC Hard |
| Troostfinale     |              |               |
| Junior Fasano    | 26 – 35      | Alpla HC Hard |
| Finale           |              |               |
| Motor Zaporozhye | 30 – 26      | FC Porto      |

| 1. | Motor Zaporozhye | Geplaatst voor groepsfase EHF Champions League |
| 2. | FC Porto         | Geplaatst voor derde ronde EHF Cup             |
| 3. | Alpla HC Hard    | Geplaatst voor derde ronde EHF Cup             |
| 4. | Junior Fasano    | Geplaatst voor tweede ronde EHF Cup            |

| Team 1              | Score        | Team 2              |
| Halve finale        | Halve finale | Halve finale        |
| ------------------- | ------------ | ------------------- |
| HCM Constanța       | 29 – 20      | Hubo Initia Hasselt |
| Haslum HK           | 22 – 29      | Beşiktaş MOGAZ HT   |
| Troostfinale        |              |                     |
| Hubo Initia Hasselt | 26 – 35      | Haslum HK           |
| Finale              |              |                     |
| HCM Constanța       | 25 – 34      | Beşiktaş MOGAZ HT   |

| 1. | Beşiktaş MOGAZ HT   | Geplaatst voor groepsfase EHF Champions League |
| 2. | HCM Constanța       | Geplaatst voor derde ronde EHF Cup             |
| 3. | Haslum HK           | Geplaatst voor derde ronde EHF Cup             |
| 4. | Hubo Initia Hasselt | Geplaatst voor tweede ronde EHF Cup            |

## Groepsfase

### Groep A
| Pos | Club                | Gs | W | G | V | Pnt | Dv  | Dt  | Ds  | Opmerking              |
| --- | ------------------- | -- | - | - | - | --- | --- | --- | --- | ---------------------- |
| 1.  | THW Kiel            | 10 | 9 | 0 | 1 | 18  | 322 | 259 | 63  | 000 Achtste finale 000 |
| 2.  | Paris Saint-Germain | 10 | 6 | 0 | 4 | 12  | 297 | 266 | 31  | 000 Achtste finale 000 |
| 3.  | PPD Zagreb          | 10 | 6 | 0 | 4 | 12  | 241 | 248 | -7  | 000 Achtste finale 000 |
| 4.  | Naturhouse La Rioja | 10 | 4 | 1 | 5 | 9   | 305 | 305 | 0   | 000 Achtste finale 000 |
| 5.  | Meshkov Brest       | 10 | 2 | 2 | 6 | 6   | 267 | 293 | -26 | Uitgeschakeld          |
| 6.  | Metalurg            | 10 | 1 | 1 | 8 | 3   | 233 | 244 | -11 | Uitgeschakeld          |

### Groep B
| Pos | Club                   | Gs | W | G | V | Pnt | Dv  | Dt  | Ds  | Opmerking              |
| --- | ---------------------- | -- | - | - | - | --- | --- | --- | --- | ---------------------- |
| 1.  | FC Barcelona           | 10 | 8 | 1 | 1 | 17  | 338 | 280 | 58  | 000 Achtste finale 000 |
| 2.  | KIF Kolding Kobenhavn  | 10 | 6 | 2 | 2 | 14  | 292 | 273 | 19  | 000 Achtste finale 000 |
| 3.  | Orlen Wisła Płock      | 10 | 6 | 1 | 3 | 13  | 288 | 280 | 8   | 000 Achtste finale 000 |
| 4.  | SG Flensburg-Handewitt | 10 | 6 | 0 | 3 | 12  | 288 | 277 | 11  | 000 Achtste finale 000 |
| 5.  | Alingsås HK            | 10 | 1 | 0 | 9 | 2   | 252 | 298 | -46 | Uitgeschakeld          |
| 6.  | Beşiktaş MOGAZ HT      | 10 | 1 | 0 | 9 | 2   | 253 | 303 | -50 | Uitgeschakeld          |

### Groep C
| Pos | Club                      | Gs | W | G | V | Pnt | Dv  | Dt  | Ds  | Opmerking              |
| --- | ------------------------- | -- | - | - | - | --- | --- | --- | --- | ---------------------- |
| 1.  | MBK-MVM Veszprém          | 10 | 9 | 0 | 1 | 18  | 300 | 262 | 38  | 000 Achtste finale 000 |
| 2.  | Vardar                    | 10 | 7 | 1 | 2 | 15  | 313 | 289 | 24  | 000 Achtste finale 000 |
| 3.  | Rhein-Neckar Löwen        | 10 | 6 | 0 | 4 | 12  | 302 | 282 | 20  | 000 Achtste finale 000 |
| 4.  | Montpellier Agglomeration | 10 | 3 | 2 | 5 | 8   | 293 | 317 | -24 | 000 Achtste finale 000 |
| 5.  | Celje                     | 10 | 3 | 0 | 7 | 6   | 284 | 293 | -9  | Uitgeschakeld          |
| 6.  | Chekhovskiye Medvedi      | 10 | 0 | 1 | 9 | 1   | 300 | 349 | -49 | Uitgeschakeld          |

### Groep D
| Pos | Club                        | Pnt | Gs | W  | G | V | Dv  | Dt  | Ds  | Opmerking              |
| --- | --------------------------- | --- | -- | -- | - | - | --- | --- | --- | ---------------------- |
| 1.  | Vive Tauron Kielce          | 20  | 10 | 10 | 0 | 0 | 312 | 271 | 41  | 000 Achtste finale 000 |
| 2.  | MOL-Pick Szeged             | 13  | 10 | 6  | 1 | 3 | 276 | 264 | 12  | 000 Achtste finale 000 |
| 3.  | Dunkerque HB Grand Littoral | 8   | 10 | 4  | 0 | 6 | 257 | 263 | -6  | 000 Achtste finale 000 |
| 4.  | Aalborg Håndbold            | 7   | 10 | 2  | 3 | 5 | 256 | 269 | -13 | 000 Achtste finale 000 |
| 5.  | Motor                       | 6   | 10 | 3  | 0 | 7 | 283 | 284 | -1  | Uitgeschakeld          |
| 6.  | Kadetten Schaffhausen       | 6   | 10 | 2  | 2 | 6 | 264 | 297 | -33 | Uitgeschakeld          |

## Eindfase

### Loting
De potten worden ingedeeld op de eindklassering groepsface. alle nummers 1 van alle vier de poule zitten in pot 1, alle nummers 2 in pot 2 enzovoort. De trekking vindt plaats op 24 februari 2015 in Wenen, Oostenrijk.
| A | THW Kiel           | Paris Saint-Germain   | PPD Zagreb                  | Naturhouse La Rioja       |
| B | FC Barcelona       | KIF Kolding Kobenhavn | Orlen Wisła Płock           | SG Flensburg-Handewitt    |
| C | MBK-MVM Veszprém   | Vardar                | Rhein-Neckar Löwen          | Montpellier Agglomeration |
| D | Vive Tauron Kielce | MOL-Pick Szeged       | Dunkerque HB Grand Littoral | Aalborg Håndbold          |

### Achtste finale
| Team 1                      | Score   | Team 2                | 1       | 2       |
| --------------------------- | ------- | --------------------- | ------- | ------- |
| Orlen Wisła Płock           | 52 - 57 | Vardar                | 32 - 26 | 20 - 31 |
| PPD Zagreb                  | 43 - 40 | KIF Kolding Kobenhavn | 22 - 17 | 21 - 23 |
| Rhein-Neckar Löwen          | 59 - 65 | MOL-Pick Szeged       | 30 - 34 | 29 - 31 |
| Naturhouse La Rioja         | 54 - 68 | MBK-MVM Veszprém      | 23 - 31 | 31 - 37 |
| Montpellier Agglomeration   | 58 - 60 | Vive Tauron Kielce    | 25 - 29 | 33 - 31 |
| Aalborg Håndbold            | 33 - 60 | FC Barcelona          | 11 - 31 | 22 - 29 |
| SG Flensburg-Handewitt      | 49 - 63 | THW Kiel              | 21 - 30 | 28 - 33 |
| Dunkerque HB Grand Littoral | 43 - 46 | Paris Saint-Germain   | 21 - 23 | 22 - 23 |

### Kwartfinale
| Team 1              | Score   | Team 2             | 1       | 2       |
| ------------------- | ------- | ------------------ | ------- | ------- |
| PPD Zagreb          | 44 - 68 | FC Barcelona       | 23 - 25 | 21 - 43 |
| Vardar              | 51 - 55 | Vive Tauron Kielce | 20 - 22 | 31 - 33 |
| Paris Saint-Germain | 52 - 58 | MBK-MVM Veszprém   | 24 - 24 | 28 - 34 |
| MOL-Pick Szeged     | 54 - 60 | THW Kiel           | 31 - 29 | 23 - 31 |

## Finale Four
De Final Four vond plaats in de Lanxess Arena in Keulen op 30 en 31 mei 2015.

### Halve finale
| 30 mei 2015 15:15 | FC Barcelona | 33 – 28 | Vive Tauron Kielce | Lanxess Arena, Keulen Scheidsrechters: Stolarovs, Licis (LAT) |
| 30 mei 2015 15:15 | (16-14)      |         |                    | Lanxess Arena, Keulen Scheidsrechters: Stolarovs, Licis (LAT) |
| 30 mei 2015 15:15 | 3× 2×        | Verslag | 2× 4×              | Lanxess Arena, Keulen Scheidsrechters: Stolarovs, Licis (LAT) |

| 30 mei 2015 18:00 | THW Kiel | 27 – 31 | MBK-MVM Veszprém | Lanxess Arena, Keulen Scheidsrechters: Nikolov, Nachevski (MKD) |
| 30 mei 2015 18:00 | (13-13)  |         |                  | Lanxess Arena, Keulen Scheidsrechters: Nikolov, Nachevski (MKD) |
| 30 mei 2015 18:00 | 3× 5×    | Verslag | 3× 6× 1×         | Lanxess Arena, Keulen Scheidsrechters: Nikolov, Nachevski (MKD) |

### Wedstrijd om de derde plaats
| 31 mei 2015 15:15 | Vive Tauron Kielce | 28 – 26 | THW Kiel | Lanxess Arena, Keulen Scheidsrechters: Johansson, Kliko (SWE) |
| 31 mei 2015 15:15 | (12-12)            |         |          | Lanxess Arena, Keulen Scheidsrechters: Johansson, Kliko (SWE) |
| 31 mei 2015 15:15 | 3× 2× 1×           | Verslag | 3× 5× 1× | Lanxess Arena, Keulen Scheidsrechters: Johansson, Kliko (SWE) |

### Finale
| 31 mei 2015 18:00 | FC Barcelona | 28 – 23 | MBK-MVM Veszprém | Lanxess Arena, Keulen Scheidsrechters: Dinu, Din (ROU) |
| 31 mei 2015 18:00 | (14-10)      |         |                  | Lanxess Arena, Keulen Scheidsrechters: Dinu, Din (ROU) |
| 31 mei 2015 18:00 | 3× 4×        | Verslag | 3× 5×            | Lanxess Arena, Keulen Scheidsrechters: Dinu, Din (ROU) |